# Banteay
Het woord Banteay is de Khmer naam voor een fort of vesting. Het woord wordt ook toegepast voor wat (tempels) die omringd worden door een palissade of muur.
De naam komt nog voor in plaatsnamen in Cambodja.